# Antylopik zwyczajny
Antylopik zwyczajny, dawniej: stenbok (Raphicerus campestris) – gatunek ssaka parzystokopytnego z rodziny wołowatych, blisko spokrewniony z antylopikiem północnym (Raphicerus sharpei).

## Występowanie i biotop
Stenboki występują w dwóch oddzielnych populacjach.
Zasięg występowania jednej z tych populacji obejmuje Afrykę Południową, a drugiej – Wschodnią (Kenia i Tanzania). Ich siedliskiem są suche tereny trawiaste (sawanna) oraz trawiasto-drzewiaste. Są spotykane na różnych wysokościach – od poziomu morza do 4750 m n.p.m.
| Długość ciała           | 70–90 cm   |
| Długość ogona           | 1–10 cm    |
| Wysokość w kłębie       | 45–60 cm   |
| Masa ciała              | 8–14 kg    |
| Ciąża                   | 210 dni    |
| Liczba młodych w miocie | 1-2        |
| Długość życia           | min. 7 lat |

### Morfologia
Niewielka antylopa o masie ciała nieprzekraczającej kilkunastu kilogramów. Ubarwienie zwykle rdzawopłowe lub szarobrunatne, w części brzusznej białe. Uszy bardzo duże. Rogi samców osiągają długość 13 cm, u samic rogi nie występują.

### Tryb życia
Stenboki są aktywne w ciągu dnia. W okresach szczególnie gorących żerują o świcie oraz przed wieczorem. Są spotykane pojedynczo lub w parach. Żywią się roślinnością, głównie trawami oraz pędami drzew i krzewów. Samce wykazują terytorializm. Podstawową formą obrony przed drapieżnikami jest przyjmowanie nieruchomej postawy. Jeśli napastnik zauważy ofiarę i zbliży się, stenbok rzuca się do ucieczki.
Stenboki żyją co najmniej 7 lat, a zdaniem Walthera (Huffman) 10–12 lat.

### Rozród
Samice stenboka osiągają dojrzałość płciową w 6-7, a samce w 9. miesiącu życia. Samica ma dwie pary sutków, ale w miocie rodzi zwykle jedno młode. Może rodzić do dwóch razy w roku. Masa urodzeniowa stenboka wynosi przeciętnie 0,9 kg. Przez około dwa tygodnie samica pozostawia potomstwo w ukryciu, zbliżając się do niego jedynie w porze karmienia. Później młode zaczyna żywić się trawą i może podążać za matką.

## Podgatunki
Wyróżniane są cztery podgatunki:
- R. campestris campestris Thunberg, 1811 – południowa Afryka
- R. campestris neumanni Matschie, 1894 – wschodnia Afryka
- R. campestris capricornis Thomas & Schwann, 1906
- R. campestris kelleni Jentink, 1900

## Znaczenie
Stenboki stanowią pokarm wielu drapieżników. Dla człowieka stanowią obiekt polowań dla mięsa lub sportu.

## Zagrożenia i ochrona
Gatunek nie jest objęty konwencją waszyngtońską CITES. W Czerwonej księdze gatunków zagrożonych Międzynarodowej Unii Ochrony Przyrody i Jej Zasobów został zaliczony do kategorii LC (niskiego ryzyka).